# 进贡船

柔远驿內展出的進貢船模型

进贡船是指在14世纪至19世纪中期琉球王国使用的官船，目的是为了向中国派遣使节和贸易。特点是船首正面画有狮子图案，船首两侧各画有一只眼睛。
1372年12月，琉球中山国王察度派遣其弟泰期驾驶进贡船向明洪武帝进贡，这也是琉球王国首次派遣进贡船。最后一次派遣进贡船是在1874年。
进贡船的指定港口是在福建省的福州。正副使节及其随从指定港口着陆后从陆路北上进京，拜见皇上。除此以外的船员则在福州的琉球館住宿滞留。